# Damien Rice
Damien Rice (* 7. prosince 1973) je irský folkový zpěvák, skladatel a kytarista. Je jedním z nejznámějších irských hudebních umělců.

## Život a kariéra
Narodil se v Dublinu otci Georgovi a matce Maureen. Brzy po jeho narození se rodina přestěhovala do Celbrigde, v hrabství Kildare, které leží v jihovýchodním Irsku.
Svou profesionální kariéru začínal jako člen rockové skupiny Juniper. Kapela nikdy nevydala žádnou desku, nahrála pouze EP s názvem Manna a dva singly Weatherman a World is Dead. Když se Damien Rice rozhodl pro sólovou kariéru, odstěhoval se v roce 1999 do Toskánska (Itálie), následně cestoval po celém světě a živil se hraním na ulici.
Když se po roce vrátil do Dublinu, vypůjčil si peníze a nahrál demo snímek, který poslal Davidu Arnoldovi, producentovi a filmovému skladateli, který je znám spoluprací se zpěvačkou Björk. Arnoldovi se jeho muzika zalíbila a poskytl mu dostatek financí pro natáčení jeho první desky.
Deska s názvem O byla v červnu 2002 vydána v Irsku a Velké Británii, o rok později vyšla v Evropě a USA a byla vřele přijata kritikou. V roce 2003 vyhrál prestižní cenu Shortlist Music Prize, zároveň byl nominován na Meteor Irish Music Awards a British Awards.
I když byla první deska opěvována všemi hudebními znalci, slávu mu přineslo až propůjčení písní do filmů a TV show. Asi nejznámějším filmem, kde se jeho písně objevily, byl film Na dotek s Julii Roberts, Natalii Portman, Clivem Owenem a Judem Law v hlavních rolích. Titulní píseň The Blower's Daughter se stala okamžitě celosvětovým hitem. Dalšími snímky, kde se objevily jeho písně, jsou například Vysvobození, V dobré společnosti a seriály Dr. House, Ztraceni, Alias a Chirurgové. Singl 9 Crimes z jeho nové desky byl k slyšení v třetím pokračování Shreka.
Svoji další desku s podobným jednoduchým názvem 9 Damien Rice vydal v listopadu 2006.
Členy jeho doprovodné kapely jsou Vyvienne Long (violoncello), Shane Fitzsimons (baskytara), Tom Osander (bicí nástroje). S kapelou při některých koncertech vystupují také Joel Shearer (kytara) a Cora Venus Lunny (viola). Dlouholetá Damienova spolupracovnice, Lisa Hannigan, která k mnoha písním nazpívala nezaměnitelné vokály, z kapely odešla v roce 2007. Damien spolupracoval také s řadou dalších umělců, namátkou s The Frames, Glenem Hansardem a Tori Amos.
Angažuje se v různých charitativních nevládních organizacích (např. Greenpeace, U.S. Campaign for Burma). S Lisou Hannigan natočili charitativní song Unplayed Piano, pro album War Child nahrál starou píseň Juniper Crosseyed Bear, s mnoha irskými umělci se podílel na vydání charitativního alba The Cake Sale. V červenci 2007 vystoupil na Live Earth, koncertu podporující boj proti klimatickým změnám.

## Diskografie

### Singly
- 2001 - The Blower's Daughter
- 2002 - Cannonball
- 2002 - Volcano
- 2003 - Woman Like A Man
- 2004 - Moody Monday/Lonelily
- 2004 - Lonely Soldier
- 2004 - Cannonball (remix)
- 2004 - The Blower's Daughter (dotisk)
- 2005 - Volcano (dotisk)
- 2006 - 9 Crimes
- 2007 - Rootless Tree
- 2007 - Dogs

### Alba
- 2002 - O
- 2004 - B-Sides
- 2006 - 9
- 2007 - Live from The Union Chapel
- 2012 - Live at Fingerprints: Warts and All
- 2014 - My Favourite Faded Fantasy